# Utricularia reflexa
Utricularia reflexa este o specie de plante carnivore din genul Utricularia, familia Lentibulariaceae, ordinul Lamiales, descrisă de Oliver. Conform Catalogue of Life specia Utricularia reflexa nu are subspecii cunoscute.